# Божићна пратња
Божићна пратња (енгл. Single All the Way) канадски је божићни љубавни филм из 2021. године, у режији Мајкла Мејера, по сценарију Чада Хоџа. Радња прати геј мушкарца (Мајкл Јури) који убеђује свог најбољег пријатеља (Филимон Чејмберс) да се претвара да му је дечко када за Божић, док му мајка (Кети Наџими) смешта састанак наслепо. Остале улоге глуме: Лук Макфарлан, Бари Боствик, Џенифер Робертсон и Џенифер Кулиџ.
Приказан је 2. децембра 2021. године за Netflix.

## Радња
Питер замоли свог најбољег пријатеља да му током божићне посете кући глуми дечка. Међутим, њихов план, а и осећања, промене се када му се породица почне играти Купидона.

## Улоге
| Глумац            | Улога    |
| ----------------- | -------- |
| Мајкл Јури        | Питер    |
| Филимон Чејмберс  | Ник      |
| Лук Макфарлан     | Џејмс    |
| Бари Боствик      | Харолд   |
| Џенифер Робертсон | Лиса     |
| Медисон Бриџиз    | Данијела |
| Александра Битон  | Софија   |
| Ден Финерти       | Кевин    |
| Стив Лунд         | Тим      |
| Мелани Лајшман    | Ешли     |
| Грифин Ханвелт    | Сајмон   |
| Виго Ханвелт      | Сем      |
| Стефано Диматео   | Тони     |
| Виктор Трелес     | Џим      |
| Џенифер Кулиџ     | Сенди    |
| Кети Наџими       | Керол    |